# Peter Kujath

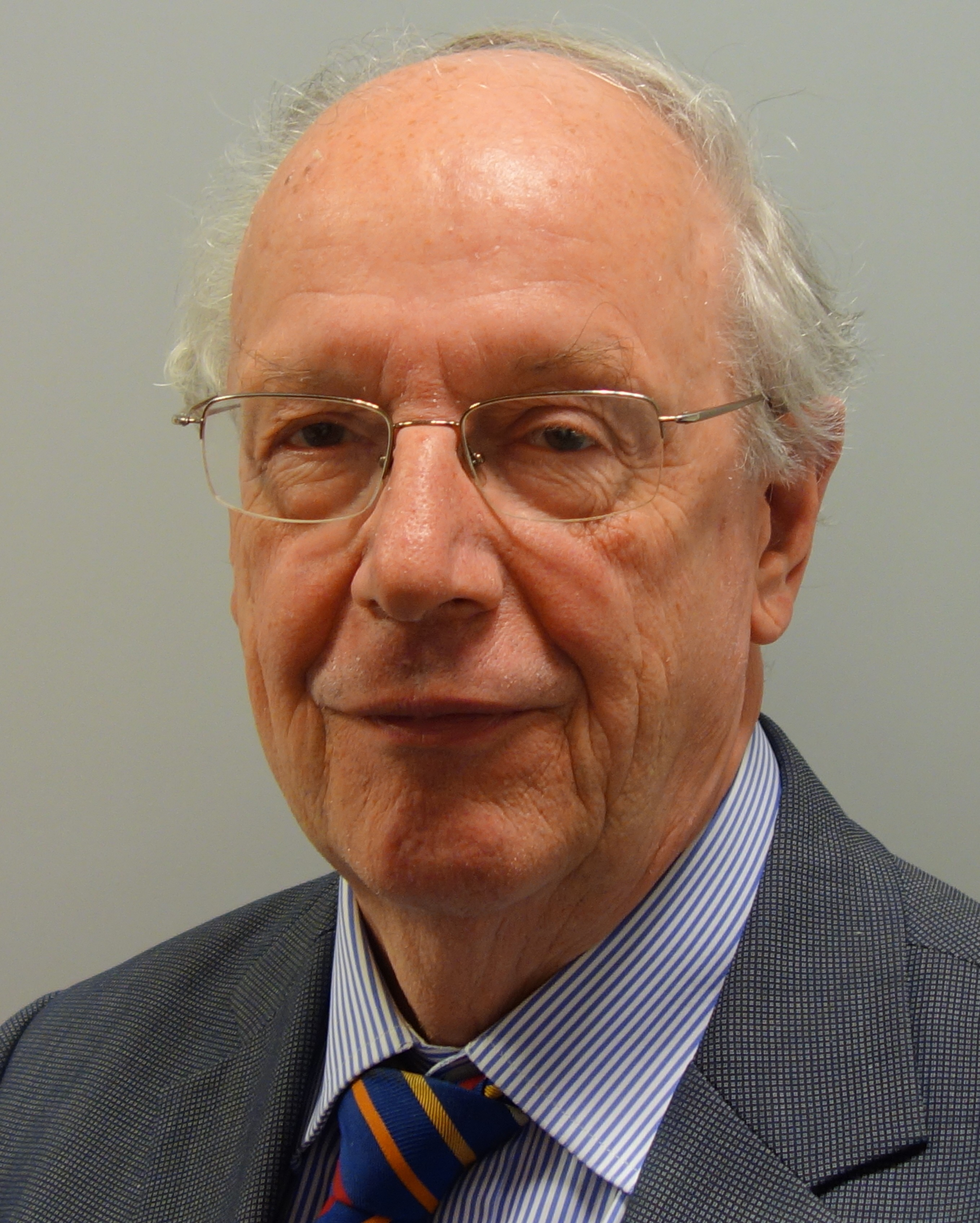
Peter Kujath (2017)

Peter Kujath (* 17. Juni 1946 in Hamburg) ist ein deutscher Chirurg.

## Leben
Nach der Schulzeit in Kiel studierte Kujath von 1966 bis 1972 Humanmedizin in Kiel, Berlin, Wien und Würzburg. 1968 wurde er Mitglied des Corps Borussia Berlin. Von 1973 bis 1974 war er Medizinalassistent im städtischen Krankenhaus von Rothenburg ob der Tauber. Am 1. Februar 1974 erhielt er die Approbation. Am 12. Juli 1974 wurde er in Würzburg zum Dr. med. promoviert.  Ab 1975 leistete er seinen Wehrdienst als Stabsarzt bei der 12. Panzerdivision. Danach arbeitete er als Assistenzarzt: 1976/1977 am Pathologischen Institut der Universität Würzburg, 1977/1978 an der chirurgischen Klinik des städtischen Krankenhauses Rotenburg ob der Tauber und ab 1978 in der Chirurgie vom Universitätsklinikum Würzburg. Am 15. Februar 1981 wurde er Facharzt für Chirurgie. Als Oberarzt  habilitierte er sich am 1. Juni 1985 in Würzburg für Chirurgie. Die Universität Lübeck ernannte ihn 1989 zum apl. Professor. Ab dem 1. Mai 1990 war er Oberarzt an der Klinik für Chirurgie des Universitätsklinikums Lübeck tätig. Er erhielt die Teilgebietsbezeichnungen Gefäßchirurg (1996) und Viszeralchirurg (1998). Von 1999 bis 2013 war er Leiter der Thoraxchirurgie am Universitätsklinikum Schleswig-Holstein, Campus Lübeck. 2013 wurde er Oberarzt in der Klinik für Viszeral-, Gefäß- und Thoraxchirurgie am Westküstenklinikum in Heide.
Die Schwerpunkte seiner klinischen Tätigkeit sind die Peritonitis, Haut- und Weichgewebsinfektionen, Mykosen und die Thromboseprophylaxe. Auf ihn geht die erste Publikation einer Fallserie zum invasiven Auftreten von Pilzen im Peritoneum zurück. Aufgrund seiner Verdienste um die Erforschung humanpathogener Pilze wurde ihm 2012 die  Schönleinmedaille der Deutschen Gesellschaft für Mykologie verliehen. Er befasste sich mit der ambulanten Thromboseprophylaxe bei Patienten mit Verletzungen der unteren Extremität. Kujath veröffentlichte die erste Publikation zum systematischen Doping im Fitnesstraining (35 % der Langzeitaktiven). Auf ihn geht auch die erste dokumentierte Serie der videoassistierten Lobektomien in Deutschland zurück.
Peter Kujath war von 2005 bis 2014 Mitglied des Aufsichtsrates der Volksbank Lübeck. Er ist seit 1988 Geschäftsführer der A. Soetje GmbH & Co. KG Itzehoe.